# Giv'at Dica
Giv'at Dica vyslovováno [dyca] (hebrejsky: גבעת דיצה) je vrch o nadmořské výšce 227 metrů v severním Izraeli.
Leží ve východní části vysočiny Ramat Menaše, nedaleko od okraje zemědělsky využívaného Jizre'elského údolí, cca 16 kilometrů západně od města Afula a cca 2 kilometry severovýchodně od vesnice Ramat ha-Šofet. Má podobu nevýrazného návrší se zalesněnými svahy, které na východ a sever odtud přecházejí do rozsáhlého lesního komplexu. Na východní straně terén klesá do údolí vádí Nachal Gachar, na západní a severní straně je to vádí Nachal ha-Šofet. Na západě a jihozápadě začíná mírně zvlněná a převážně odlesněná krajina vlastní náhorní plošiny Ramat Menaše. Na úpatí kopce se nachází pramen Ejn Dica (עין דיצה). Okolí kopce je turisticky využíváno.